# Wadi Al Munay
El Wadi Al Munay (en árabe: وادي المنيعي‎, romanizado: Wādī Al Minе̄‘ī)  es un valle o río seco, con caudal efímero o intermitente, que fluye casi exclusivamente durante la temporada de lluvias, situado en el emirato de Ras Al Jaima, al este de los Emiratos Árabes Unidos. 
Es el principal afluente del Wadi Al Qor, a cuya cuenca hidrográfica de 303 km² pertenece.

## Recorrido
La longitud total aproximada del Wadi Al Munay es de 27 kilómetros.
Fluye de noroeste a sudeste, y su principal fuente de origen está situada a una altitud aproximada de 748 m s. n. m., en el extremo noroccidental de la cuenca hidrográfica del Wadi Al Qor, en la vertiente oriental de la cresta montañosa que delimita la divisoria de aguas entre las cuencas que vierten hacia el Golfo de Omán, y las que vierten hacia el Golfo Pérsico y llanuras aluviales interiores.
Durante aproximadamente 12 kilómetros (desde el final de su curso alto, hasta pasado el pueblo de Al Munay), la autopista E102 Sharjah - Kalba Road sigue muy de cerca el cauce del wadi, y lo cruza en varios puntos.
El Wadi Al Munay tiene una pendiente más pronunciada y un flujo subterráneo más rápido que el del Wadi Al Qor, pero excepto en su cabecera, en donde discurre con una pronunciada pendiente, propia de los barrancos de montaña, el curso medio y bajo del wadi presenta un cauce con un desnivel relativamente moderado.
A lo largo de su curso, el Wadi Al Munay pasa, entre otros pueblos o aldeas, por Al Munay (en árabe: المنيهي‎, romanizado: Sha'biyyat Al Minē'ī), Al Waab (en árabe: شعبية الوعب‎, romanizado: Sha'biyyat Al Wa'ab) y Sikhebar (en árabe: شعبية صخيبر‎, romanizado: Sha'biyyat Sikhе̄bar), flanqueado en ambas orillas por multitud de pequeñas granjas y explotaciones agrícolas muy diseminadas.
En el pasado, estos pueblos contaban con fuertes o torres de vigilancia y protección, y tenían una próspera economía agraria, basada principalmente en el cultivo y comercialización de tabaco, y en la producción de dátiles, mangos, naranjas, limas y otras frutas, así como en el cultivo de cereales.
El Wadi Al Munay confluye y desemboca en el Wadi Al Qor en el paraje de Bida' Majed, aproximadamente a un kilómetro del pueblo de Al Fashqah / Fashrah.

## Presas y embalses
Como la mayoría de los wadis de Emiratos Árabes Unidos y Omán, el Wadi Al Munay, es propenso a sufrir fuertes inundaciones.
Para prevenir el peligro de inundaciones repentinas y aumentar el potencial de recarga de aguas subterráneas, se construyeron en 2002 cuatro pequeñas presas en algunos de los afluentes del Wadi Al Munay:

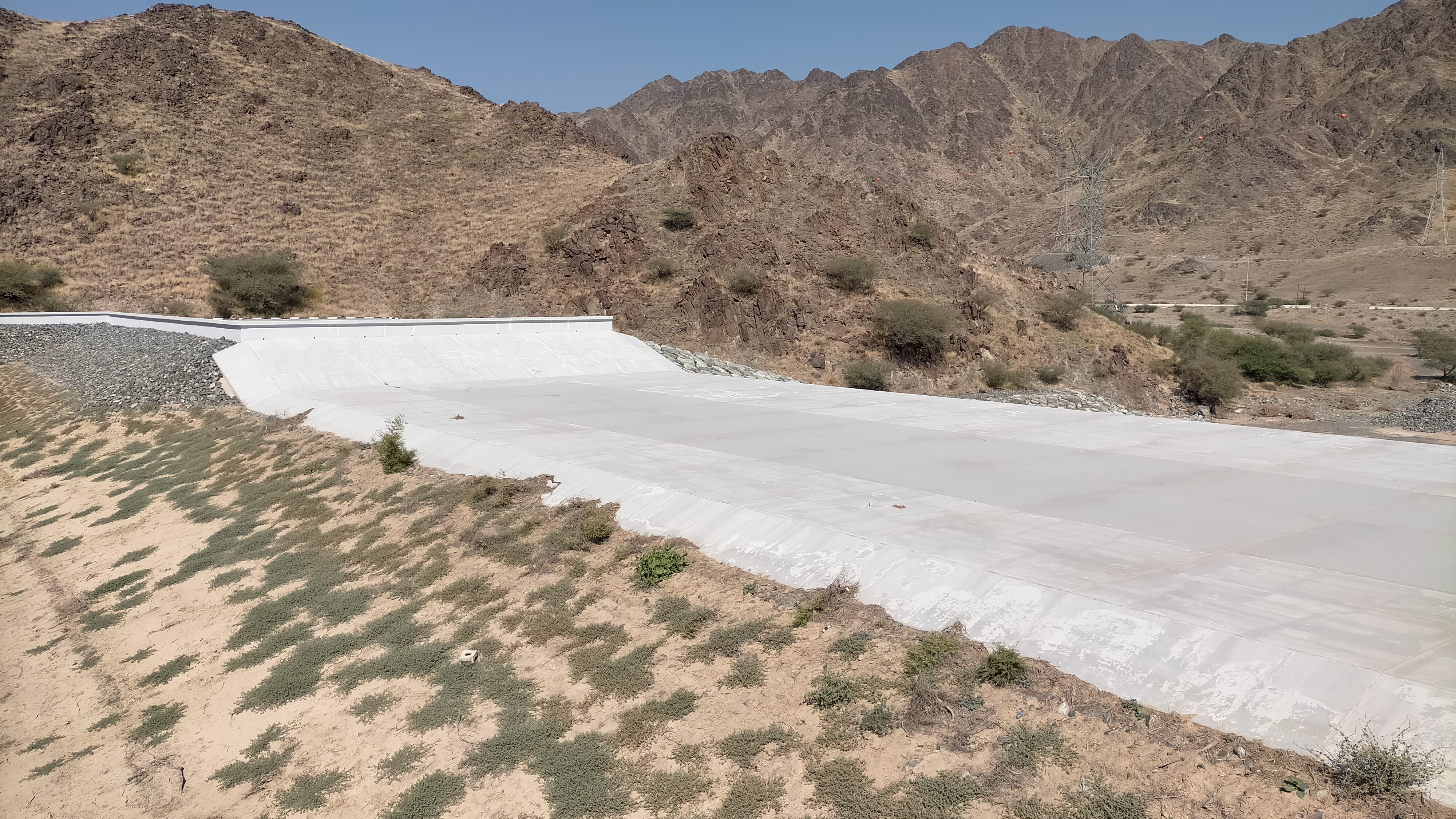
Al Munai Breaker - Presa construida en el Wadi Bu Harman, pequeño afluente del Wadi Al Munay

- En un brazo o afluente, denominado en el Atlas Nacional Wadi Bu Harman,[2] se construyó una presa de 8,5 metros de altura, con un embalse de 0,08 km² y capacidad de 0,05 millones de metros cúbicos (coordenadas: 24°59′45″N, 56°06′51″E). La presa está situada pocos metros antes de la confluencia de este afluente con el wadi principal, muy cerca del pueblo de Al Munay,[2] y fue denominada Al Munai Breaker.
- En el Wadi Tuwa / Wadi Tawah, se construyó otra de 8,4 metros de altura, con un embalse de 0,1584 km² y capacidad de 0,49 millones de metros cúbicos, denominada Wadi Tuwa Dam (coordenadas: 25°1′15″N, 56°7′34″E).
- En el Wadi Al Luss, una tercera presa de  8,7 metros de altura, con un embalse de 0,045 km² y capacidad de 0,05 millones de metros cúbicos, denominada Wadi Al Luss Dam (coordenadas: 24°58′20″N, 56°07′44″E).
- Y finalmente, en el Wadi Al Rabka, otra de  8,8 metros de altura, con un embalse de 0,182 km² y capacidad de 0,542 millones de metros cúbicos, denominada Wadi Al Rabka Dam (coordenadas: 24°57′43″N, 56°09′57″E).

## Toponimia
Nombres alternativos: Wadi Munay`i, Wādī Munay‘ī, Wadi Munai, Wadi Manai, Wādī Al Minе̄‘ī, Wadi Al Munai, Wadi Munay, Wādī al-Munaīʿī, Wadi al-Munai'i.
El nombre del Wadi Al Munay (con la grafía Wādī Munay‘ī), sus afluentes, montañas y poblaciones cercanas, quedaron registrados en la documentación y mapas elaborados entre 1950 y 1960 por el arabista, cartógrafo, militar y diplomático británico Julian F. Walker, durante los trabajos efectuados para el establecimiento de fronteras entre los entonces denominados Estados de la Tregua, completados posteriormente por el Ministerio de Defensa del Reino Unido, en mapas a escala 1:100.000 publicados en 1971.
En el Atlas Nacional de Emiratos Árabes Unidos consta con la grafía Wādī Al Minе̄‘ī (en árabe: وادي المنيعي‎).

## Población
Toda el área próxima al Wadi Al Munay estuvo ocupada principalmente por la zona tribal Dahaminah, seguida de Bani Kaab, Maharzah, y Quwayd / Quwayyid.